# Horažďovice
Horažďovice település Csehországban, a Klatovyi járásban. Horažďovice Velký Bor, Mečichov, Hlupín, Pačejov, Svéradice, Velké Hydčice, Malý Bor, Břežany, Hejná, Kladruby, Kalenice és Střelské Hoštice településekkel határos. Lakosainak száma 5142 fő (2024. január 1.).

## Népesség
A település lakosságának változását az alábbi diagram mutatja:
| Lakosok száma | 4970 | 5485 | 5210 | 5465 | 6049 | 5474 | 5368 | 5310 | 4987 | 5142 |
|               | 1869 | 1900 | 1921 | 1961 | 1980 | 2011 | 2016 | 2019 | 2021 | 2024 |